# Avenant
Avenant è un'espressione del lessico giuridico-diplomatico francese, poi diffusa nel diritto diplomatico, intesa ad indicare un atto successivo ad uno strumento diplomatico. 

## Contenuto
L'avenant può collegarsi all'atto anteriore, al fine di aggiungervi un quid pluris normativo; ovvero, allo scopo di modificarne in qualche punto il contenuto. 

## Uso
L'avenant è un documento internazionale usato più frequentemente nella diplomazia commerciale (accordi tariffari, accordi di pagamento, accordi contingentali, ecc.). ciò in quanto, nelle relazioni commerciali, fa d'uopo coordinare le due distinte esigenze: da un lato quella di assicurare la continuità del regime giuridico-diplomatico regolare di essere; dall'altro quella di adattare la normativa, a suo tempo stabilita, alla dinamica delle relazioni stesse. 